# رولي هاربر
رولي هاربر (بالإنجليزية: Roly Harper)‏ (1 أبريل 1881 في المملكة المتحدة - 1 أغسطس 1949 في المملكة المتحدة) هو لاعب كرة قدم بريطاني (وحمل سابقاً جنسية المملكة المتحدة لبريطانيا العظمى وأيرلندا) في مركز الهجوم. لعب مع أستون فيلا وبرمنغهام سيتي ونوتس كاونتي وBurton United F.C. ‏.